# Protasio di Losanna
Protasio (... – Bière, VII secolo) è stato vescovo di Losanna, venerato come santo dalla Chiesa cattolica.

## Biografia
Protasio era nato del Venesia divenne sacerdote in giovane età e in seguito fu vescovo di Losanna.
A proposito della sua vita si sa molto poco. A Losanna fece ampliare la vecchia cappella di Saint-Thyrse, acconsentì all'edificazione del monastero e della chiesa di Baulmes in onore della Vergine Maria. Protasio si spese per la ricostruzione della cattedrale di Losanna, danneggiata dalle invasioni barbariche. Ebbe il permesso di potr sfruttare la foresta di Mont Tendre. Recatosi ad aiutare i boscaioli a Bière, secondo la leggenda fu colpito mortalmente da un albero in caduta.

## Culto
Il suo corpo fu trasferito a Basuges, che forse in suo onore venne rinominata Saint-Prex, ed infine a Losanna ove fu sepolto.
Nel 1234, sette secoli dopo, le sue spoglie vennero traslate nella cattedrale cittadina e il culto venne introdotta nella liturgia della diocesi di Losanna.
Secondo il Martirologio Romano il giorno dedicato al santo è il 6 novembre:
(Martirologio Romano)